# L'uomo che cadde sulla Terra (serie televisiva)
L'uomo che cadde sulla Terra (The Man Who Fell to Earth) è una serie televisiva statunitense creata da Jenny Lumet e Alex Kurtzman e basata sull'omonimo romanzo del 1963 di Walter Tevis. È il sequel del film del 1976 con protagonista David Bowie. La serie vede come protagonista Chiwetel Ejiofor nel ruolo di un alieno che arriva sul pianeta Terra e Bill Nighy che interpreta il personaggio originariamente impersonato da Bowie nel film. Ha debuttato su Showtime il 24 aprile 2022.

## Episodi
| Stagione       | Episodi | Prima TV USA | Pubblicazione Italia |
| -------------- | ------- | ------------ | -------------------- |
| Prima stagione | 10      | 2022         | 2022                 |

## Personaggi e interpreti

### Principali
- L'alieno/Faraday, interpretato da Chiwetel Ejiofor, doppiato da Simone D'Andrea.
Alieno proveniente da Anthea, un pianeta terrestre, arrivato sulla Terra in cerca di Justin per completare una missione.
- Justin Falls, interpretata da Naomie Harris, doppiata da Alessia Amendola.
Madre single laureata alla MIT che sbarca il lunario con piccoli lavoretti per poter pagare i farmaci per suo padre.
- Molly Falls, interpretata da Annelle Olaleye.
Figlia di Justin.
- Josiah Falls, interpretato da Clarke Peters, doppiato da Luca Biagini.
Padre malato di Justin.
- Thomas Jerome Newton, interpretato da Bill Nighy, doppiato da Gianni Giuliano.
Fondatore della World Enterprises e mentore di Faraday.
- Spencer Clay, interpretato da Jimmi Simpson, doppiato da Stefano Crescentini.
Agente della CIA.
- Drew Finch, interpretata da Kate Mulgrew, doppiata da Angiola Baggi.
Capo di Clay.
- Edie Flood, interpretata da Sonya Cassidy, doppiata da Sara Ferranti.
Sorella di Hatch e madre di Clive e attuale CEO della Origen.
- Lisa Elizabeth Dominguez, interpretata da Joana Ribeiro, doppiata da Domitilla D'Amico.
ROTC a Islamabad, agente della CIA che lavora per Clay.
- Hatch Flood, interpretato da Rob Delaney, doppiato da Stefano Alessandroni.
Figlio del magnate che ha trasferito la World Enterprises in Inghilterra e l'ha rinominata Origen.

### Ricorrenti
- Portia, interpretata da Tanya Moodie, doppiata da Jessica Bologna.
Collega di Justin al lavoro.
- Ashleigh Fiore, interpretata da Montserrat Lombard, doppiata da Eleonora Reti.
Assistente di volo nel jet privato sul quale Faraday e Justin viaggiano per andare a Londra.
- Suor Mary Lou Prescott, interpretata da Juliet Stevenson, doppiata da Melina Martello.
Ex compagna di Newton, ora è una suora che lavora con i tossicodipendenti.
- Clive Flood, interpretato da Laurie Kynaston, doppiato da Mirko Cannella.
Figlio di Edie dipendente da epinefrina.
- Zach, interpretato da Joshua McGuire, doppiato da Davide Perino.
Scienziato del team che lavora al progetto di Faraday.
- Watt, interpretata da Zoë Wanamaker, doppiata da Alessandra Korompay.
Donna che lavorò con Newton in Kentucky.
- Penny Morgan, interpretata da Victoria Smurfit, doppiata da Ughetta D'Onorascenzo.
Giornalista del Washington Post e amica di Hatch.
- Henning Khan, interpretato da Art Malik, doppiato da Ambrogio Colombo.
- Terry Mannch, interpretato da Josh Herdman

## Produzione
Un adattamento televisivo del romanzo di Walter Tevis L'uomo che cadde sulla Terra, è passato da Hulu a CBS All Access nell'agosto 2019. Era in sviluppo per Hulu da oltre un anno, è stato trasferito a seguito dell’acquisizione di 21st Century Fox da parte della Disney, poiché le divergenze sulla coproduzione non potevano essere risolte.
Nel febbraio 2021 Chiwetel Ejiofor è stato assunto per interpretare il ruolo dell'alieno. Il mese seguente la serie è passata a Showtime, con Naomie Harris, Jimmi Simpson e Clarke Peters aggiunti al cast. Rob Delaney, Sonya Cassidy, Joana Ribeiro e Annelle Olayele si sono uniti nell'aprile. Nel gennaio 2022 Bill Nighy è stato ingaggiato per impersonare Thomas Jerome Newton, il ruolo di David Bowie nel film.
Le riprese iniziarono il 3 maggio 2021 a Londra.
Nell'ottobre 2022 è stato riferito che Showtime non avrebbe rinnovato la serie per una seconda stagione.

## Distribuzione
La serie era inizialmente pianificata per una pubblicazione nel 2021 su Paramount+. Una parte della serie è stata proiettata al SXSW il 12 marzo 2022. Negli Stati Uniti è stata trasmessa dal 24 aprile al 3 luglio 2022 su Showtime. In Italia è stata pubblicata sulla piattaforma streaming on demand Paramount+ dal 15 settembre all'8 novembre 2022.

## Accoglienza
Sull'aggregatore di recensioni Rotten Tomatoes la prima stagione ottiene l'87% delle recensioni professionali positive, con un voto medio di 6,80 su 10 basato su 30 critiche, mentre su Metacritic ha un punteggio di 68 su 100 basato su 16 recensioni.